# Xylopia elliptica
Xylopia elliptica là một loài thực vật thuộc họ Annonaceae. Đây là loài đặc hữu của Malaysia.